# Stora Alvaret
Stora Alvaret est une plaine calcaire (alvar), couvrant une grande partie du sud de l'île d'Öland dans le comté de Kalmar en Suède. Elle s'étale sur environ 37 km de long et 15 km de large, et est constitué de calcaires datant de l'ordovicien couvert d'une très fine couche de sol, ce qui lui confère une flore très caractéristique, avec en particulier un grand nombre d'orchidées. Les humains sont présents dans la région depuis l'âge de la pierre, et l'alvar est surtout un terrain de pâture. De nombreux vestiges témoignent de cette longue occupation historique, tel que la forteresse d'Eketorp, et la plaine est incluse dans le site du patrimoine mondial Paysage agricole du sud d'Öland.

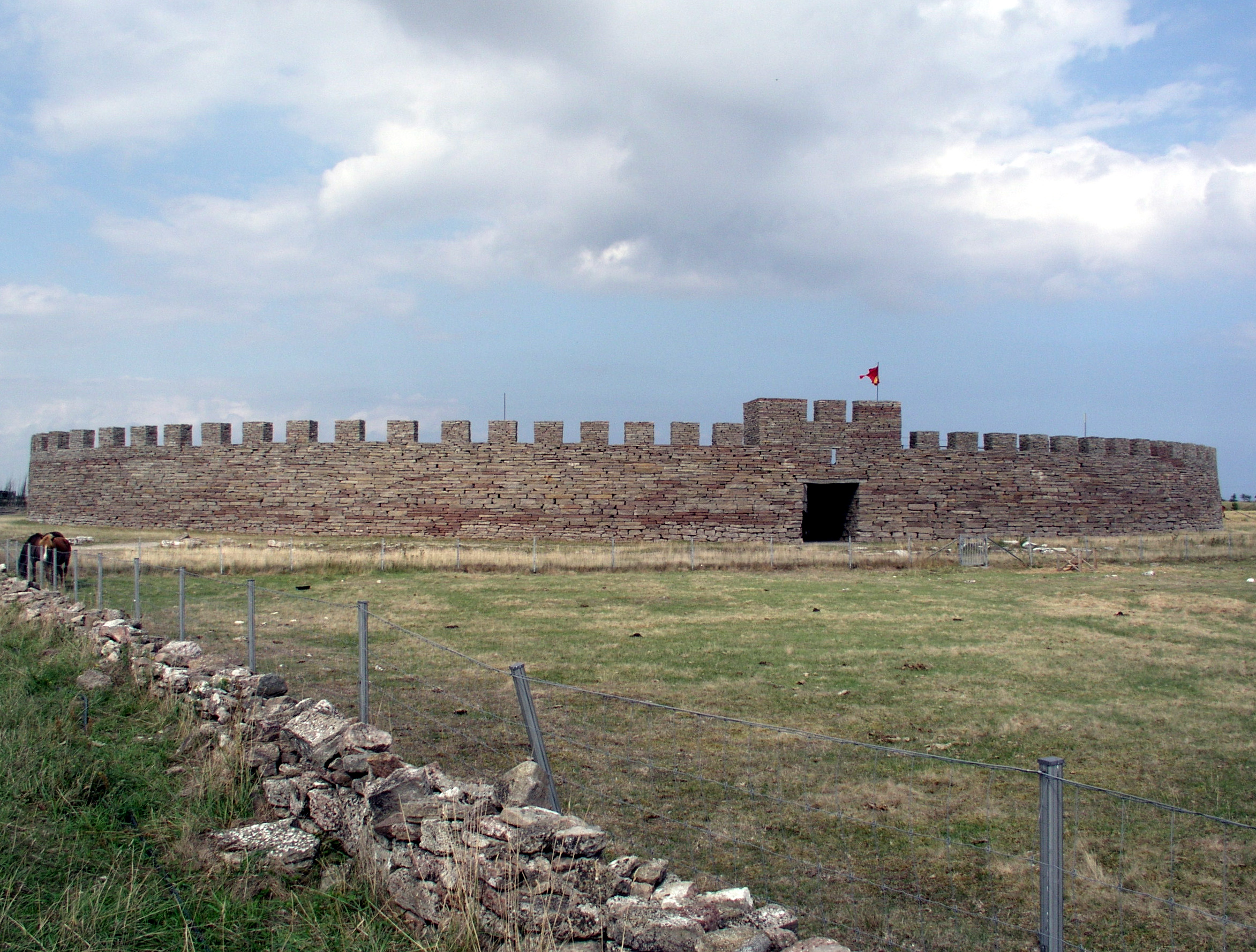
Le fort d'Eketorp.
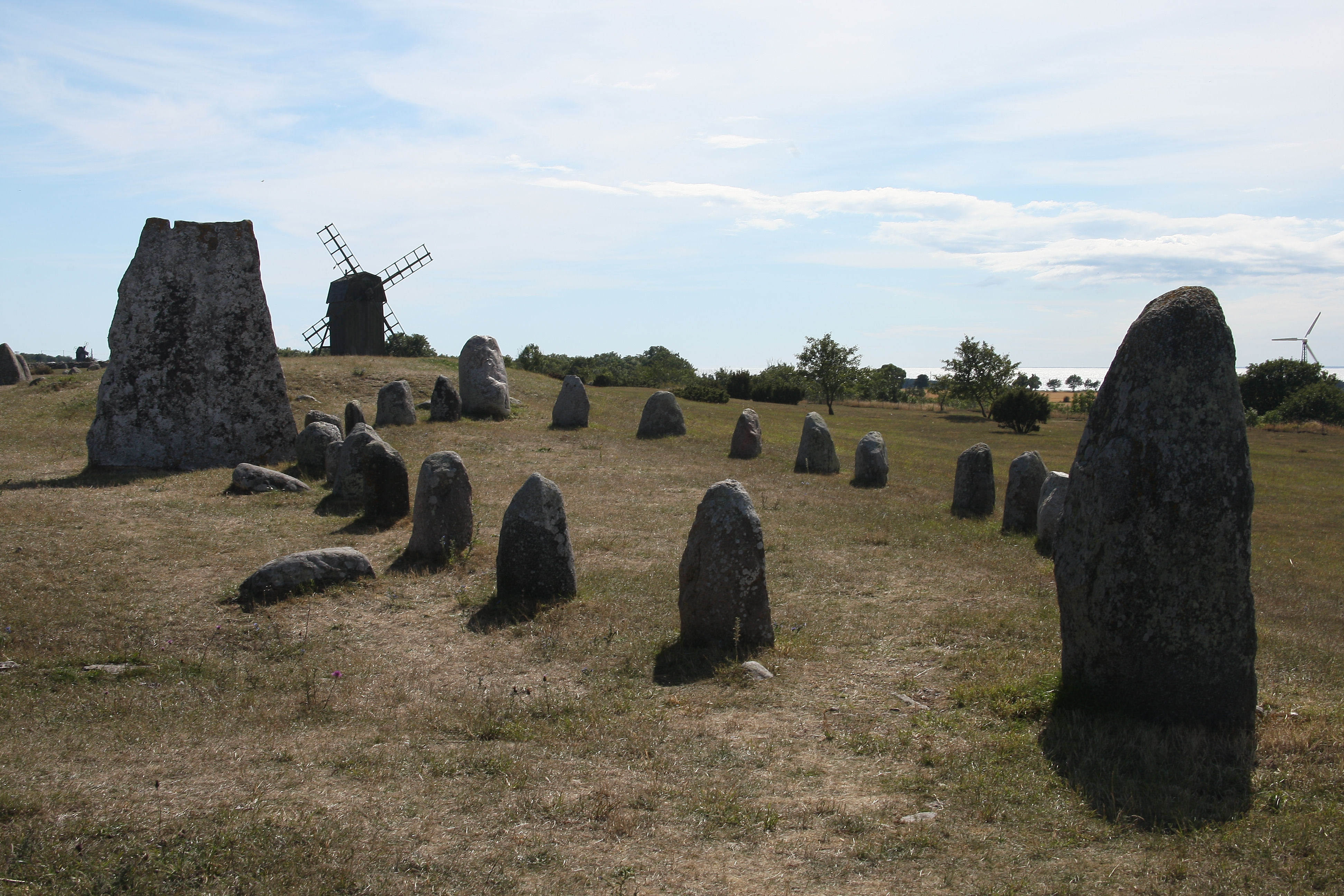
Bateau de pierre à Gettlinge.
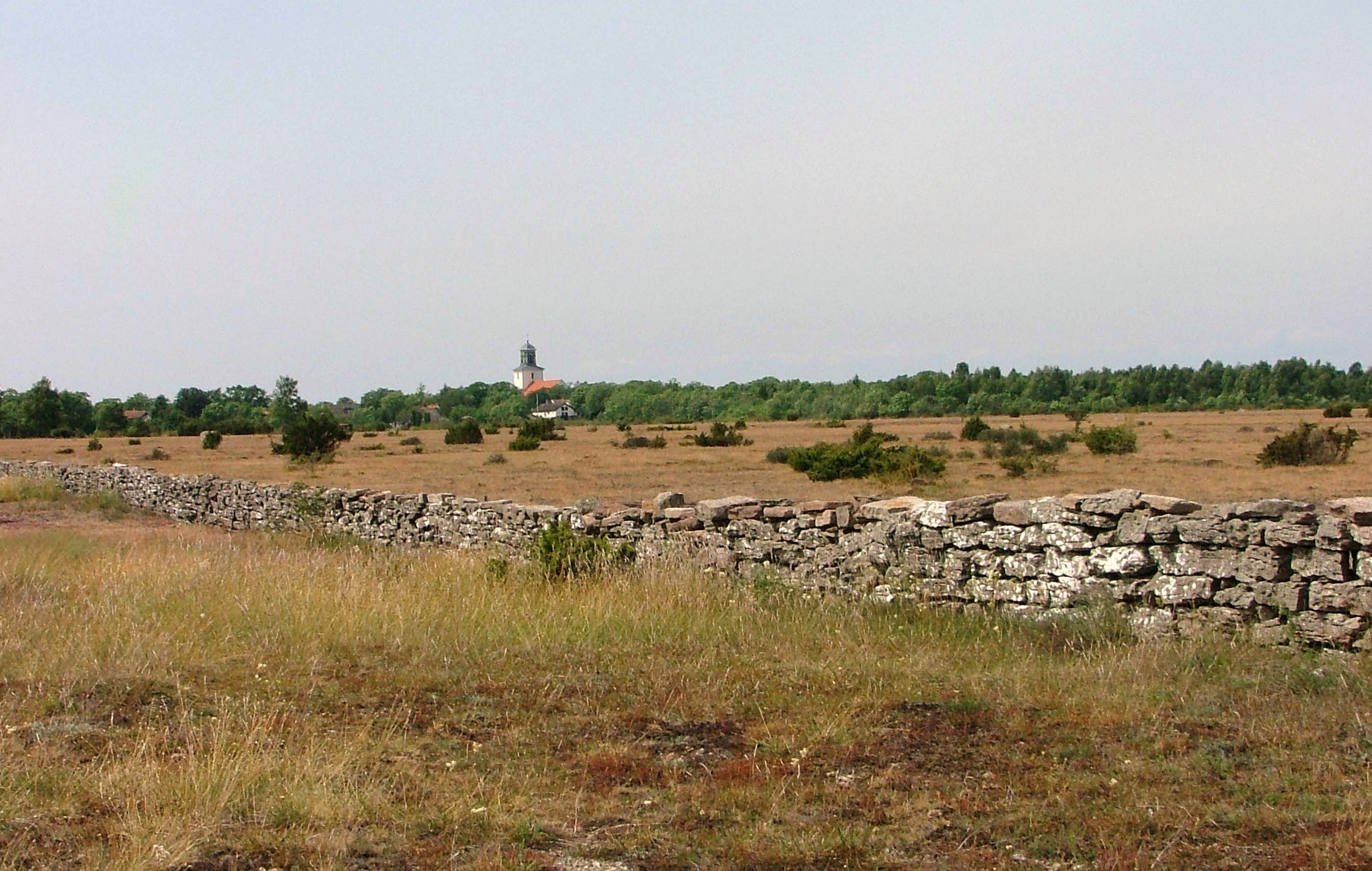
L'alvar près de Resmo.